# 藤波心
藤波 心（ふじなみ こころ、1996年11月22日 - ）は、日本の理学療法士。かつてはタレント・モデル・歌手・ジュニアアイドルとして活動していた。
兵庫県出身。2011年からは、原子力発電所反対デモに積極的に参加するなど反原発活動で一時、注目を浴びた。

## 来歴・人物
- イメージDVDではCOCORO名義で活動していることが多い。
- 小学1年生の時、子供服のファッションモデルとなった。
- 2006年、日本テレビ「歌スタ!!」出演。最終プレゼンまで残る。
- ピアスは耳だけでなく、へそにもしている。
- 実際にへそにピアスホールを開けたのは10歳の頃。「ミライ」のインタビューに対しては『別に写真集が理由で空けた訳じゃないんです。前々から「私、ヘソピ空けてます」みたいに言ってた訳ではなく、写真集のタイミングでアピールしてみたら話題になったので、驚きました。きっかけですか?お母さんがヘソピとか空けているタイプの人で、その子供なので趣味が合うんです』と語っている。
- 2010年、第4回 日本ケータイ小説大賞(スターツ出版・徳間書店・毎日新聞社)の審査員をつとめた。
- 2019年6月に理学療法士の免許を取り、アイドルから理学療法士へ転身した。

### 反原発活動
2011年3月23日には自身のブログに東北地方太平洋沖地震への気遣いと、原子力撤廃を訴え、話題となった。このブログは2ちゃんねるやツイッターで拡散され、孫正義の「同意!」他、坂本龍一、小川和久らもリツイート（RT）し、高橋源一郎、池田香代子等は絶賛した。なお、RTは数万件に及んでいる。同年5月7日には、代々木公園で行われた反原発デモ「原発やめろ渋谷・超巨大サウンドデモ」に参加した。 その後、6月11日には、新宿中央公園及び周辺で行われた反原発デモ「原発やめろ新宿デモ」に参加、新宿東口アルタ前で演説と童謡「ふるさと」を歌唱した。
2012年5月には、脱原発をテーマにした楽曲「LOVE!LOVE!ハイロ!」を発売。同年6月には、総理官邸前で行われた大飯原発再稼動反対デモにも参加している。
同年7月には、国会前で行われた首都圏反原発連合主催・再稼動反対デモの司会も担当している。
2012年7月、新潟県苗場で行われた第16回フジロックフェスティバルではフェスティバル史上最年少歌手としてアバロンステージ・アトミックカフェにて脱原発をテーマにした楽曲「LOVE!LOVE!ハイロ!」を披露した。

## 出演

### 著作
- 間違ってますか? 私だけですか? 14才のココロ （2011年5月）徳間書店

### 舞台
- ホリプロミュージカル　「YU-GI(ゆーぎ)」 （2009年6月）大阪そごう劇場
- アロッタファジャイナ　「国家～偽伝、桓武と最澄とその時代～」蝦夷の族長「アテルイ」役 （2013年3月）新国立劇場

### 映画
- Re:Play-Girls リプレイガールズ(2010年公開・監督YUKI SAITO）サヤ 役
- 23eniguma(2012年公開）※ショートムービー
- Friends after 3.11 劇場版(2012年公開・ベルリン国際映画祭正式招待作品・監督　岩井俊二）藤波心　本人役
- うどん騎士テウチオン(2012年）藤波心　本人役
- 五月は少女を裏切らない(2012年7月・監督　勝又悠）主演
- Hibakusya　広島から福島へ続く原子力ビジネス(2012年7月・ドイツ映画 監督ホールラルフ・T・ニーメイヤー) 日本語版　ナレーション担当
- 時空警察ヴェッカー デッドリーナイトシェード(2012年・監督　畑澤和也）花束の少女 役
- 朝日のあたる家(2013年・監督　太田隆文）波子 役

### PV
- コンドルズデビューシングル・真夏帝国（2006年 バップレコード）
- 平松愛理シングル・いいんじゃない?（2012年 テイチクエンタテイメント ）

### テレビ
- 歌スタ!!（2006年・2007年 日本テレビ） - 番組内できーぷもんに選ばれ、CDデビュー最終プレゼンまで駒を進めるが、ポニーキャニオンハンターボスからごめんね札を上げられる。しかし、その歌は、2007年日本テレビ携帯サイト着日テレ裏スタ!recordsとして音楽ダウンロード販売という形で復活した。
- スカパーエンタ!371「チビパラ!!」（2007年 SKY PerfecTV!371ch）
- 紅白歌合戦（2007年 NHK） - バックダンサーとして出演。
- テレ遊びパフォー!（2009年 NHK） - 番組の企画として作られた15分の短編映画「怪獣映画スペシャル　長髪大怪獣ゲハラ」・毛覇羅神社村の少女役で出演。
- 土曜はダメよ!（2010年 読売テレビ） - 少し辛口ダメっトちゃんとして出演。
- ぐるっと関西（2010年 NHK） - クリスマスサンタとして出演。
- 笑っていいとも!（2010年 フジテレビ） - 冬のそっくりさんカーニバルいきものがかり 吉岡聖恵のそっくりさんとして出演。
- ニュースの視点（2011年 TBSニュースバード） - ニュースバードニュースの視点・金平茂紀キャスター×藤波心対談
- 情報プレゼンター とくダネ!（2011年フジテレビ）芸能人と原発特集
- ニュースシグナル（2011年サンテレビ）
- Oha!4 NEWS LIVE（2011年日テレNEWS24（CS）・日本テレビ）
- Friends after 3.11（2011年BSスカパー!）
- Friends after 3.11・スペシャルエディション（2012年、朝日ニュースター）
- 子供達の未来は大丈夫!?（2012年、朝日ニュースター）
- ニュースの深層（2012年、朝日ニュースター）
- Friends after 3.11・2（2012年、BSスカパー!）
- ニュースウオッチ9特集　岩井俊二監督と被災地宮城を訪れる（2012年　NHK）
- 愛川欽也パックイン・ジャーナル最終回（2012年、朝日ニュースター）
- ニュースの視点（2012年 TBSニュースバード） - ニュースバードニュースの視点・脱原発のココロ・15才藤波心特集
- 絶対原子力戦隊スイシンジャー（2012年　シアタービジョン）
- TBS×MBS 2012衆議院議員選挙開票速報ゲストコメンテーター（2012年 TBS・MBS）

### ラジオ
- 夕やけ寺ちゃん 活動中（2011年5月-8月）（文化放送）
- Jam the WORLD（2011年6月）（J-WAVE）
- バカラジ（2011年6月）（CROSS FM）
- 茂木健一郎サンデー ズバリ!ラジオ（2011年7月）（ニッポン放送）
- 銀ギンワイド（2011年7月）（ラジオ大阪）
- world shift radio（2012年1月・2月）（TOKYO FM）
- 全国こども電話相談室・リアル!（2012年6月）（TBSラジオ）
- 三宮駅西口で。（2014年10月 -2015年3月 ）（Kiss-FM KOBE）- 月曜日リポート担当。

### ネット放送
- 田代まさしのありがとうございマーシー（2010年）（ニコニコ動画）
- 生うたオーディションセカンドシーズン（2010年-）（ニコニコ動画）
- Re:Play-Girls リプレイガールズチャンネル（2010年）（ユーストリーム）
- オケタニイクロウ AKIHABARATV!（2011年-）（ユーストリーム）
- ときどきどきどきアイドル生ライヴ！（2011年-）（ニコニコ動画）
- 上杉隆×藤波心ネットサイン会（2011年-）（ニコニコ動画）
- 6.11脱原発100万人アクション全国中継(2011年-）（ユーストリーム）
- 愛川欽也パックインニュース（2012年7月、kinkin.tv）
- 絶対原子力戦隊スイシンジャー スイシンジャー 望郷編 (Youtube)[4] 原発マネーで買収されたという設定で、「LOVE!LOVE!ハイロ!」の替え歌「LOVE!LOVE!ワイロ!」を歌う。

### Vシネマ
- 忍者旋風ONIGIRI（2008年 エミューエンタテイメント） - オニギリキッズ、木葉役として出演。（主役）現代に生きる子供忍者として演じきっている。
- 新天然果汁さやか・処女組VS爆乳ヤンキー(2010年ティーエムシー・監督　宇田川大吾）

### 音楽
- 日本テレビ それいけ!アンパンマン みんなでおどろうおもしろダンス - オープニングテーマ曲コーラス（2006年 バップレコード）
- SCHOOL ANGEL 作詞・作曲DJ UTO（2007年～ iチューン・日本テレビ携帯サイト着日テレ）
- 食事バランスガイドキャンペーンソング バランス家族のうた 速水けんたろう/久保田薫/藤波心 2008年 農林水産省）
- 松本隆博　シングルCD　コーラス（2009年）
- ミライ　ふみコミュ! 歌手発掘プロジェクト 優勝 レコチョク 着うた 着うたフル（2011年～）
- LOVE!LOVE!ハイロ!　LOVE!ハイロキャンペーンソング（2012年5月）

### ライヴ・コンサート・トークショー
- 坂本龍一×飯田哲也×藤波心（2012年7月 山口県周南市市民会館）
- フジロックフェスティバルアバロンステージ・アトミックカフェ特別ゲスト（2012年7月）

### 写真集
- オトメゴコロ 藤波心ファースト写真集（2011年2月1日、彩文館出版、撮影：中山雅文） TBSランク王国写真集ランキング7位

### DVD
- コドモココロオトナココロ上巻（2009年2月1日、アミューズメントヴィジョン）
- コドモココロオトナココロ下巻（2009年2月1日、アミューズメントヴィジョン）
- ここまにょ たっっっぷり～ 第1巻（2009年7月10日、アミューズメントヴィジョン）
- ここまにょ たっっっぷり～ 第2巻（2009年10月9日、アミューズメントヴィジョン）
- ここまにょ たっっっぷり～ 第3巻（2010年1月8日、アミューズメントヴィジョン）
- kids dance revolution vol.3（2010年12月31日、エミューエンタテイメント）
- オサナゴコロ（2011年2月25日、エスデジタル）
- 花魁 COCORO（2011年12月30日、アミューズメントヴィジョン）
- ぷるるん～ 藤波心（2012年7月21日、エクシヴ）

### 雑誌
- なかよし（2008年 講談社)
- ラブベリー（2008年 徳間書店)
- 別冊spoon.（2011年5月角川グループパブリッシング)
- 週刊女性（2011年5月主婦と生活社)
- 週刊SPA!（2011年5月・6月扶桑社)
- AERA（2011年6月 朝日新聞社)
- フィナンシャルジャパン（2011年6月 FJ社)
- 週刊金曜日（2011年7月 株式会社金曜日）
- エンタメ（2011年7月 徳間書店）
- アサヒ芸能（2011年7月 徳間書店）
- 実話マッドマックス（2011年8月 コアマガジン）
- 女性セブン（2011年10月 小学館）
- 劇画マッドマックス（2011年11月 コアマガジン）
- 週刊新潮（2011年11月 新潮社）
- 週刊FLASH（2012年1月 光文社）
- GQ JAPAN（2012年1月 コンデナスト・パブリケーションズ）
- 週刊実話（2012年8月 日本ジャーナル出版）
- 実話ブラックザ・タブーSPECIAL vol.3　藤波心特集（2013年12月 ミリオン出版）
- ウォール・ストリート・ジャーナル（2014年1月 ウォール・ストリート・ジャーナル・ジャパン株式会社）

### その他メディア
- ナルミヤウィンターファッションショー（2007年 ナルミヤ・インターナショナル）
- webマガジン ファッションキッズネット（2007年～ ギガ・コミュニケーションズ）
- 写真集 「COCORO小学4年生」
- おもちゃ王国（CM）
- 第4回日本ケータイ小説大賞　ティーン審査員（2010年スターツ出版・徳間書店・毎日新聞社）